# Тисафелдвар
Тисафелдвар (мађ. Tiszaföldvár) град је у Мађарској. Тисафелдвар је један од важнијих градова у оквиру жупаније Јас-Нађкун-Солнок.
Тисафелдвар је имао 11.548 становника према подацима из 2009. године.

## Географија
Град Тисафелдвар се налази у средишњем делу Мађарске. Од престонице Будимпеште град је удаљен око 150 километара југоисточно. Град се налази у источном делу Панонске низије, на реци Тиси. Надморска висина града је око 83 m.

## Становништво
По процени из 2017. у граду је живело 10.672 становника.
| 1990.  | 2001.  | 2011.  | 2017.  |
| ------ | ------ | ------ | ------ |
| 11.840 | 11.975 | 11.129 | 10.672 |

## Галерија
- Калвинистичка црква
- Римокатоличка црква
- Реформатска црква